# Aeletes samuelsoni
Aeletes samuelsoni är en skalbaggsart som beskrevs av Yélamos 1998. Aeletes samuelsoni ingår i släktet Aeletes och familjen stumpbaggar. Inga underarter finns listade i Catalogue of Life.